# Иудаизм в Сербии
Иудаизм — одна из религий, последователи которой проживают на территории Сербии. Численность иудеев в Сербии очень мала — по данным переписи населения 2002 на территории Центральной Сербии и Воеводины проживает 785 (или 0,01 % населения) последователей иудаизма. Данные по Косово и Метохии, из-за нестабильной ситуации в крае, отсутствуют.

## География
Более половины (415 человек, 52,9 %) иудеев Сербии проживает в Белграде. В Воеводине проживает 329 (41,9 %) всех иудеев страны, а во всей Центральной Сербии (без Белграда) только 41 последователь этой религии.

### Иудеи по округам Сербии (перепись 2002)
| Округа                  | Численность иудеев, чел. | Доля в населении, % |
| ----------------------- | ------------------------ | ------------------- |
| Белград (округ)         | 415                      | 0,026               |
| Северно-Бачский округ   | 92                       | 0,046               |
| Средне-Банатский округ  | 15                       | 0,007               |
| Северно-Банатский округ | 18                       | 0,011               |
| Южно-Банатский округ    | 47                       | 0,015               |
| Западно-Бачский округ   | 18                       | 0,008               |
| Южно-Бачский округ      | 135                      | 0,023               |
| Сремский округ          | 4                        | 0,001               |
| Мачванский округ        | 4                        | 0,001               |
| Колубарский округ       | 4                        | 0,002               |
| Подунайский округ       | 3                        | 0,001               |
| Браничевский округ      | 1                        | 0,0005              |
| Шумадийский округ       | 2                        | 0,001               |
| Поморавский округ       | 1                        | 0,0004              |
| Борский округ           | 1                        | 0,001               |
| Златиборский округ      | 2                        | 0,001               |
| Моравичский округ       | 2                        | 0,001               |
| Рашский округ           | 1                        | 0,0003              |
| Расинский округ         | 1                        | 0,0004              |
| Нишавский округ         | 19                       | 0,005               |
| СЕРБИЯ (без Косово)     | 785                      | 0,010               |

В пяти округах Сербии во время переписи 2002 не зафиксировано ни одного последователя иудаизма:
- Заечарский округ
- Топличский округ
- Пиротский округ
- Ябланичский округ
- Пчиньский округ